# Mathias Breitschaft
Mathias Breitschaft (* 6. Mai 1950 in Würzburg) ist ein deutscher Kirchenmusiker und Hochschullehrer.

## Werdegang
Mathias Breitschaft begann seine musikalische Laufbahn als Mitglied der Regensburger Domspatzen. Nach seinem Studium der Schulmusik an der Hochschule für Musik und Darstellende Kunst Frankfurt am Main bei Helmuth Rilling und Kurt Hessenberg oblag ihm von 1973 bis 1985 die Leitung der Limburger Domsingknaben. 1985 wurde er als Domkapellmeister und Nachfolger des 1984 ausgeschiedenen Heinrich Hain (1934–2014) an den Mainzer Dom berufen. Neben der Leitung des Mainzer Domchors gehen auf ihn die Gründung der Domkantorei Sankt Martin (1987) sowie des Mädchenchores am Mainzer Dom (1995) zurück. Er lehrte als Dozent und Professor für Chorleitung an der Frankfurter Musikhochschule; 1994 wurde er als Professor für Chorleitung an die Johannes-Gutenberg-Universität Mainz berufen. Seine Interpretationen wurden in Rundfunk- und Fernsehaufnahmen dokumentiert. Mit seinen Chören konzertierte er in Europa, Israel, Nord- und Südamerika.
Am 22. März 2012 gab der Domdekan und Prälat Heinz Heckwolf bekannt, dass Breitschaft Ende Juli 2012 in den Ruhestand gehe und Karsten Storck zum 1. August 2012 neuer Domkapellmeister am Hohen Dom zu Mainz werde.
Seit Herbst 2012 ist Mathias Breitschaft u. a. als Stimmbildner der Kiedricher Chorbuben tätig.

## Ehrungen
2001 wurde Breitschaft die Peter-Cornelius-Plakette des Landes Rheinland-Pfalz verliehen. Breitschaft erhielt am 6. Mai 2010 die höchste Auszeichnung des Allgemeinen Cäcilien-Verbands für Deutschland, die Orlando di Lasso-Medaille.
Seit 22. Dezember 2010 ist Mathias Breitschaft Träger der Gutenberg-Plakette der Landeshauptstadt Mainz.
Den Verdienstorden des Landes Rheinland-Pfalz erhielt Breitschaft am 10. Dezember 2012 von Ministerpräsident Kurt Beck.
Am Sonntag, 15. September 2019 wurde Breitschaft mit dem „Preis des Landesmusikrats für die Verdienste um die Musikkultur“ durch den Landesmusikrat Rheinland-Pfalz ausgezeichnet.